# Korupodendron songweanum
Korupodendron songweanum ist ein Baum in der Familie der Vochysiaceae aus dem westlichen, zentralen Afrika, Kamerun, Äquatorialguinea und Gabun. Es ist die einzige Art der Gattung Korupodendron.

## Beschreibung
Korupodendron songweanum wächst als Baum bis 35 Meter hoch. Der Stammdurchmesser erreicht 45 Zentimeter. Die etwas raue Borke ist gräulich und es werden Wurzelanläufe gebildet.
Die einfachen, kurz gestielten und papierigen, kahlen Laubblätter sind gegenständig. Sie sind eiförmig bis elliptisch und ganzrandig, zugespitzt und 8–12 Zentimeter lang. Die Nervatur ist gefiedert und die Seitenadern laufen intramarginal zusammen, die Mittelader ist oberseits leicht eingeprägt und unterseits erhaben wie die Hauptseitenadern.
Es werden traubige Blütenstände gebildet. Die duftenden, fünfzähligen Blüten mit doppelter Blütenhülle sind sitzend bis gestielt. Es sind kleine, abfallende Tragblätter ausgebildet. Der Blütenstiel setzt etwas seitlich an. Die minimal bewimperten Kelchblätter sind ungleich, drei weiße petaloide, elliptische, sind viel größer als die anderen zwei kleinen, grün-weißen. Ein größeres bildet einen sackartigen, weißen und zylindrischen, geraden Sporn aus, ein größeres ist mittig rot-gelb gestreift. Die weißen, kahlen und elliptischen Kronblätter sind etwa gleich lang und schmäler als die Kelchblätter und früh abfallend. Der seitlich im Blütenbecher (Spornsack) verwachsene, einkammerige und kahle Fruchtknoten ist unterständig. Der relativ kurze Griffel ist konisch, mit etwas seitlicher, kopfiger und flacher Narbe. Es ist nur ein kurzes Staubblatt vorhanden, das auf dem Fruchtknoten steht. Die Staminodien fehlen.
Es werden etwas kegelförmige, einsamige Flügelfrüchte gebildet, mit den flügeligen Kelchblättern und einem 1,5 Zentimeter großen „Körper“. Drei Flügel sind groß und 4,5–5 Zentimeter lang, zwei sind nur klein.